# Psapharochrus inquinatus
Psapharochrus inquinatus là một loài bọ cánh cứng trong họ Cerambycidae.